# Aulacopilum hodgkinsoniae
Aulacopilum hodgkinsoniae är en bladmossart som beskrevs av Brotherus 1905. Aulacopilum hodgkinsoniae ingår i släktet Aulacopilum och familjen Erpodiaceae. Inga underarter finns listade i Catalogue of Life.